# Cotilossauros
Os cotilossauros (Cotylosauria) são a primeira ordem de sauropsídeos (répteis) e os mais primitivos. Foram animais pré-históricos que ainda não eram répteis. Eles são considerados como os mais antigos ancestrais de todas as espécies de répteis terrestres, como por exemplo os jabutis, as cobras de terra e também os lagartos.
Os cotilossauros viveram do período carbonífero ao período triássico. Neste grupo, encontravam-se repteis que possuíam características de anfíbios e de repteis também, seu tamanho era variado, entre 0,30 cm e 1,5 metros. Eventualmente, acredita-se que eles deram origem aos répteis, e mais tarde às aves.